# Грибоєдово (Калінінградська область)
Грибоєдово (рос. Грибоедово) — селище Гур'євського міського округу, Калінінградської області Росії. Входить до складу Добринського сільського поселення.
Населення — 39 осіб (2015 рік).

## Населення
| 2002 | 2010 |
| ---- | ---- |
| 26   | ↗39  |